# Temporada 1955 de las Grandes Ligas de Béisbol
La Temporada 1955 de las Grandes Ligas de Béisbol fue disputada de abril a octubre, con 8 equipos tanto en la Liga Americana como en la Liga Nacional con cada equipo jugando un calendario de 154 partidos.
La temporada finalizó cuando Brooklyn Dodgers derrotó en la Serie Mundial a New York Yankees, que fue la primera en la historia de la franquicia. Por tercera temporada consecutiva, una franquicia cambió de ciudad cuando Philadelphia Athletics se trasladó a Kansas City y jugaron sus partidos en casa en el Municipal Stadium.

## Premios y honores
- MVP
  - Yogi Berra, New York Yankees (AL)
  - Roy Campanella, Brooklyn Dodgers (NL)
- Novato del año
  - Herb Score, Cleveland Indians (AL)
  - Bill Virdon, St. Louis Cardinals (NL)

## Temporada regular
| Liga Americana        | Liga Americana | Liga Americana | Liga Americana | Liga Americana | Liga Americana | Liga Americana |
| Equipo                | V              | D              | CTE            | JD             | LOCAL          | VISITA         |
| --------------------- | -------------- | -------------- | -------------- | -------------- | -------------- | -------------- |
| New York Yankees      | 96             | 58             | .623           | -              | 52-25          | 44-33          |
| Cleveland Indians     | 93             | 61             | .604           | 3              | 49-28          | 44-33          |
| Chicago White Sox     | 91             | 63             | .591           | 5              | 49-28          | 42-35          |
| Boston Red Sox        | 84             | 70             | .545           | 12             | 47-31          | 37-39          |
| Detroit Tigers        | 79             | 75             | .513           | 17             | 46-31          | 33-44          |
| Kansas City Athletics | 63             | 91             | .409           | 33             | 33-43          | 30-48          |
| Baltimore Orioles     | 57             | 97             | .370           | 39             | 30-47          | 27-50          |
| Washington Senators   | 53             | 101            | .344           | 43             | 28-49          | 25-52          |

| Liga Nacional         | Liga Nacional | Liga Nacional | Liga Nacional | Liga Nacional | Liga Nacional | Liga Nacional | Liga Nacional |
| Equipo                | V             | D             | CTE           | JD            | LOCAL         | VISITA        |               |
| --------------------- | ------------- | ------------- | ------------- | ------------- | ------------- | ------------- | ------------- |
| Brooklyn Dodgers      | 98            | 55            | .641          | -             | 56-21         | 42-34         |               |
| Milwaukee Braves      | 85            | 69            | .552          | 13½           | 46-31         | 39-38         |               |
| New York Giants       | 80            | 74            | .519          | 18½           | 44-35         | 36-39         |               |
| Philadelphia Phillies | 77            | 77            | .500          | 21½           | 46-31         | 31-46         |               |
| Cincinnati Redlegs    | 75            | 79            | .487          | 23½           | 46-31         | 29-48         |               |
| Chicago Cubs          | 72            | 81            | .471          | 26            | 43-33         | 29-48         |               |
| St. Louis Cardinals   | 68            | 86            | .442          | 30½           | 41-36         | 27-50         |               |
| Pittsburgh Pirates    | 60            | 94            | .390          | 38½           | 36-39         | 24-55         |               |

## Postemporada
NL Brooklyn Dodgers (4) vs. AL New York Yankees (3)
|                                        |
| Campeón Brooklyn Dodgers Primer Título |

## Líderes de la liga

### Liga Americana
Líderes de Bateo 
| Categoría           | Jugador                 | Equipo  | Marca |
| ------------------- | ----------------------- | ------- | ----- |
| Porcentaje de bateo | Al Kaline               | DET     | .340  |
| Cuadrangulares      | Mickey Mantle           | NYY     | 37    |
| Carreras Impulsadas | Jackie Jensen Ray Boone | BOS DET | 116   |
| Carreras Anotadas   | Al Smith                | CLE     | 123   |
| Hits                | Al Kaline               | DET     | 200   |
| Robo de Bases       | Jim Rivera              | CHW     | 25    |

Líderes de Pitcheo 
| Categoría         | Jugador                              | Equipo      | Marca |
| ----------------- | ------------------------------------ | ----------- | ----- |
| Victorias         | Frank Sullivan Bob Lemon Whitey Ford | BOS CLE NYY | 18    |
| Derrotas          | Jim Wilson                           | BAL         | 18    |
| ERA               | Billy Pierce                         | CHW         | 1.97  |
| Ponches           | Herb Score                           | CLE         | 245   |
| Entradas Lanzadas | Frank Sullivan                       | DET         | 260   |
| Juegos salvados   | Ray Narleski                         | CLE         | 19    |

### Liga Nacional
Líderes de Bateo 
| Categoría           | Jugador        | Equipo | Marca |
| ------------------- | -------------- | ------ | ----- |
| Porcentaje de bateo | Richie Ashburn | PHI    | .338  |
| Cuadrangulares      | Willy Mays     | NYG    | 51    |
| Carreras Impulsadas | Duke Snider    | BRO    | 136   |
| Carreras Anotadas   | Duke Snider    | BRO    | 126   |
| Hits                | Ted Kluszewski | CIN    | 192   |
| Robo de Bases       | Bill Bruton    | MLN    | 25    |

Líderes de Pitcheo 
| Categoría         | Jugador       | Equipo | Marca |
| ----------------- | ------------- | ------ | ----- |
| Victorias         | Robin Roberts | PHI    | 23    |
| Derrotas          | Sam Jones     | CHC    | 20    |
| ERA               | Bob Friend    | PIT    | 2.83  |
| Ponches           | Sam Jones     | CHC    | 198   |
| Entradas Lanzadas | Robin Roberts | PHI    | 305   |
| Juegos salvados   | Jack Meyer    | PHI    | 16    |